# SpaceX Crew-4
SpaceX Crew-4 (též USCV-4) byl čtvrtý operační let kosmické lodi Crew Dragon od SpaceX. Start se uskutečnil 27. dubna 2022. Loď byla vynesena raketou Falcon 9 Block 5 z Kennedyho vesmírného střediska k Mezinárodní vesmírné stanici (ISS), kde se dva astronauti a dvě astronautky stali členy dlouhodobé Expedice 67. Loď s posádkou po necelých 170 dnech letu přistála 14. října 2022 při pobřeží Atlantského oceánu, nedaleko floridského města Jacksonville.

## Kosmická loď Crew Dragon
Crew Dragon je kosmická loď pro lety s posádkou navržená v rámci programu NASA CCDev, (Commercial Crew Development) společností SpaceX, především pro dopravu astronautů na Mezinárodní vesmírnou stanici. SpaceX ale loď používá i pro další účely mimo spolupráci s NASA (komerční programy Inspiration4, Axiom Space a Polaris).

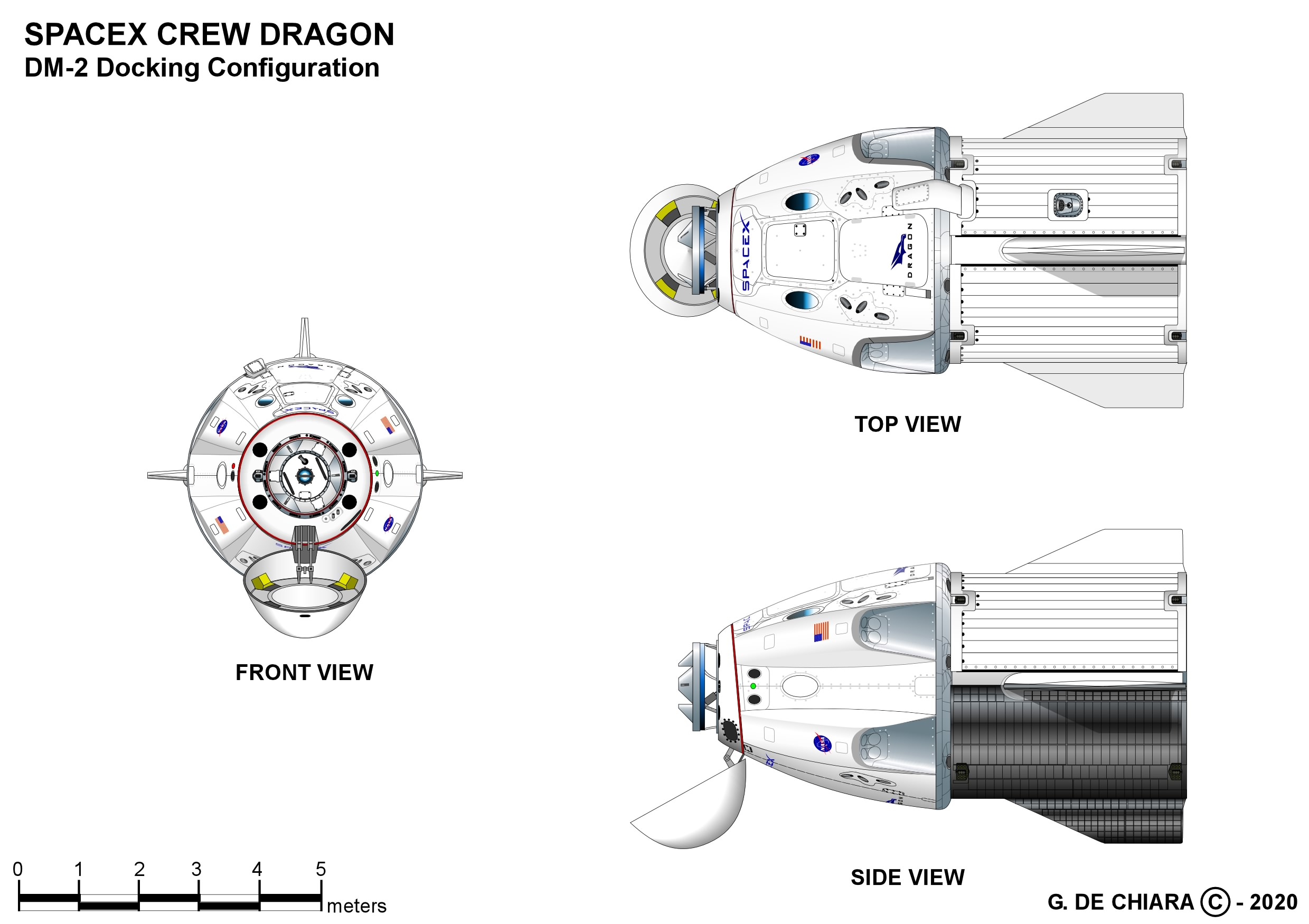
Crew Dragon v letové konfiguraci.

Crew Dragon tvoří znovupoužitelná kabina kónického tvaru a nástavec v podobě dutého válce (tzv. trunk). V kabině je hermetizovaný prostor o objemu 9,3 m3, v němž lze umístit sedačky až pro sedm osob (NASA pro lety k ISS využívá 4 místa). Nástavec je možné využít pro dopravu nákladu, který nemusí být umístěn v hermetizovaném prostoru (např. zařízení určeného pro umístění na vnější straně ISS, tedy v otevřeném kosmickém prostoru. Sestava kabiny a nástavce ve startovní pozici měří na výšku 8,1 metru a v průměru má 4 metry.

## Posádka
Hlavní posádka:
- Kjell Lindgren (2), NASA – velitel[4]
- Robert Hines (astronaut) (1), NASA – pilot[4]
- Samantha Cristoforettiová (2), ESA – letová specialistka[5]
- Jessica Watkinsová (1), NASA – letová specialistka[6]

V závorkách je uveden dosavadní počet letů do vesmíru včetně této mise.
Záložní posádka:
- Stephen Bowen, NASA[7]
- další členové záložní posádky nebyli stanoveni

## Příprava a průběh letu
Prvotní oznámený termín startu – 15. duben 2022 – se vlivem změn v programu (mj. přesuny letu Axiom MIssion 1 z původně plánovaného termínu během Expedice 66 na počátek Expedice 67 a zařazení třídenního testu kompletu rakety SLS a lodi Orion pro misi Artemis I) posunul nejprve na 19. dubna a poté postupně na 20. dubna 2022 v 10:37 UTC, 21. dubna a 23. dubna 2022 v 09:26 UTC. Kvůli posunu odletu Axiom Mission 1 od stanice kvůli počasí v možných místech přistání pak došlo k dalšímu odkladu mise Crew-4 na 26. dubna 2022, v 08:15 UTC, s případnými náhradními termíny 27. a 28. dubna, ale už 22. dubna byl kvůli vhodnějším podmínkám orbitální mechaniky zvolen první z nich – 27. duben v 07:52 UTC.
Bezproblémový start se v posledním stanoveném čase (přesně v 07:52:55 UTC) skutečně odehrál a loď se vydala na šestnáctihodinovou cestu ke stanici, kterou dokončila připojením k hornímu portu modulu Harmony v 23:37 UTC.
Návrat lodi s posádkou na Zemi byl původně plánován na počátek září 2022 – po příletu posádky pro Expedici 68 letem SpaceX Crew-5 s plánovaným startem 1. září 2022. V červenci však byl posunut nové posádky o 4 týdny kvůli nutnosti vyměnit některé díly lodi Crew Dragon Endurance před jejím druhým použitím. Podobně se proto – na začátek října – posunul také odlet lodi Crew-4 od ISS a přistání. Přesné datum odletu bylo později stanoveno na 12. října 2022 v 23:06 UTC. Odpojení od stanice pak dvakrát překazila meteorologická situace v plánovaných místech přistání, takže k němu nakonec došlo 14. října 2022 v 16:05 UTC. Loď pak po normálním průběhu letu přistála nedaleko Jacksonville na Floridě do Altlantského oceánu v 20:55:03 UTC.